# Kevin Magnussen
Kevin Magnussen (ur. 5 października 1992 w Roskilde) – duński kierowca wyścigowy, startujący w mistrzostwach świata Formuły 1 od sezonu 2014. Od sezonu 2022 kierowca zespołu Haas F1 Team. Mistrz Formuły Renault 3.5 (2013) i Duńskiej Formuły Ford (2008), wicemistrz Brytyjskiej Formuły 3 (2011) i Formuły Renault NEC (2009).
Syn byłego kierowcy Formuły 1 Jana Magnussena. Były członek programu młodych kierowców McLarena.

## Życiorys

### Formuła Ford
Kevin karierę rozpoczął od startów w kartingu. W wyścigach samochodów jednomiejscowych zadebiutował w 2008 roku, startując w Duńskiej Formule Ford. Zdominował w niej rywalizację, zwyciężając w 11 z 15 wyścigów. Duńczyk wystartował również w pojedynczych rundach innych serii, uzyskując przyzwoite wyniki.

### Formuła Renault
W kolejnym sezonie Magnussen brał udział w Formule Renault NEC. Sięgnął w niej po tytuł wicemistrzowski. W europejskim cyklu tej serii został sklasyfikowany na 7. miejscu.

### Formuła 3
W roku 2010 awansował do Niemieckiej Formuły 3. Wygrawszy trzy wyścigi, zmagania zakończył na 3. pozycji. W tym samym sezonie wziął udział również w jednej rundzie F3 Euroseries. Na torze w Walencji pierwszy wyścig zakończył na siódmym miejscu, by potem zwyciężyć w niedzielnych zmaganiach. Solidna zdobycz punktowa pozwoliła mu ostatecznie zająć 12. lokatę w ogólnej punktacji.
W kolejnym sezonie Duńczyk przeniósł się do brytyjskiego odpowiednika tej serii. Reprezentując ekipę Carlin Motorsport, Kevin sięgnął po tytuł wicemistrzowski. W trakcie zmagań zwyciężył w siedmiu wyścigach, sześciokrotnie startował z pole position oraz ośmiokrotnie uzyskał najszybszy czas okrążenia.

### Formuła Renault 3.5
Na sezon 2012 Magnussen awansował do Formuły Renault 3.5, w której także ścigał się w brytyjskim zespole Carlina. Prócz zwycięstwa odniesionego w niedzielnym wyścigu na torze Circuit de Spa-Francorchamps Magnussen stanął jeszcze dwukrotnie na podium. Ostatecznie dorobek 106 punktów przyniósł mu 7 lokatę w klasyfikacji generalnej.
W sezonie 2013 Duńczyk przeniósł się do francuskiej ekipy DAMS. Już podczas pierwszej rundy na Autodromo Nazionale di Monza stawał dwukrotnie na drugim stopniu podium, później, w pierwszym wyścigu na Ciudad del Motor de Aragón zwyciężył. W kolejnych wyścigach tylko czterokrotnie nie stawał na podium, a pięciokrotnie wygrywał. Uzbierane 274 punkty pozwoliły mu zdobyć tytuł mistrza serii.

### Formuła 1

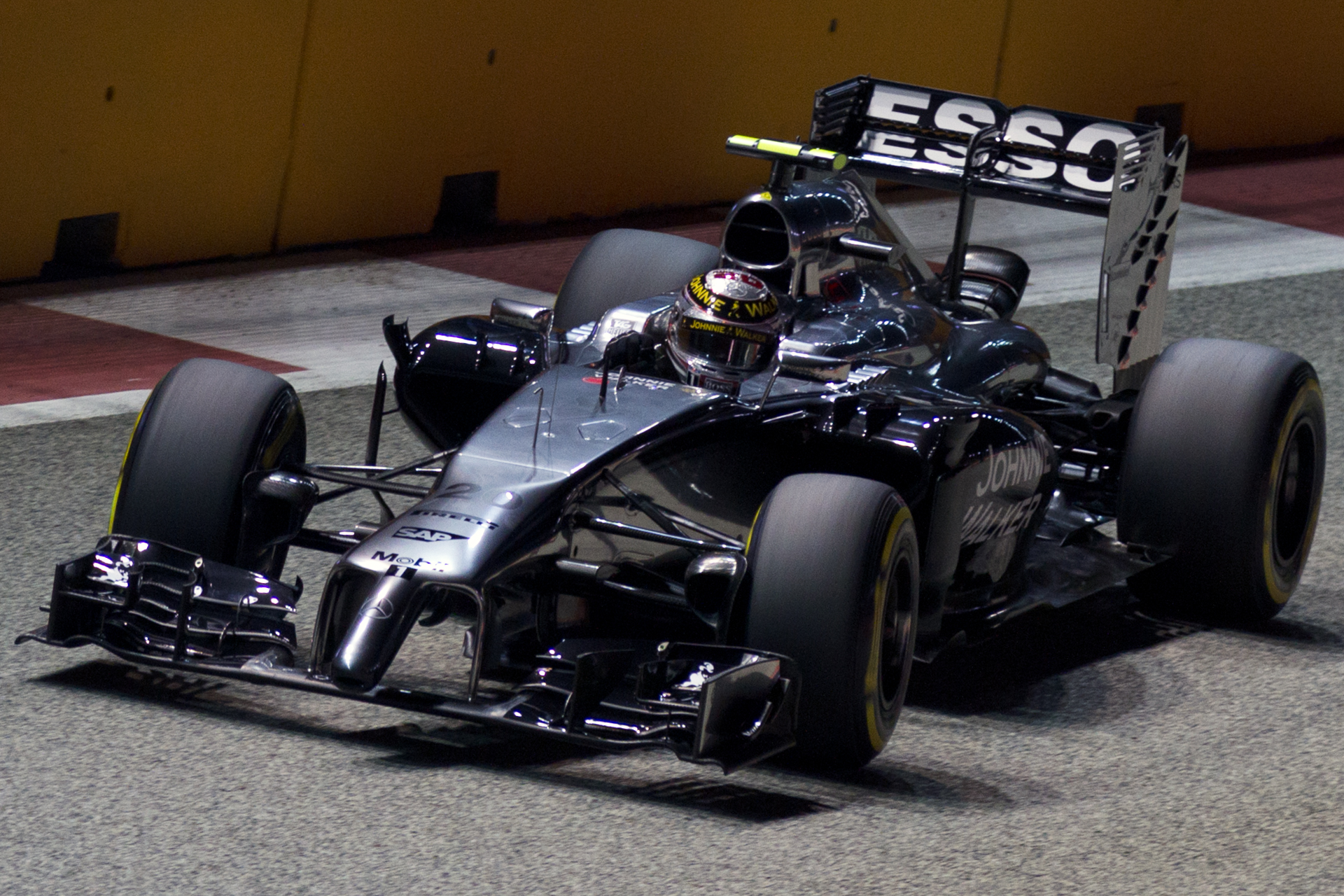
Kevin Magnussen podczas Grand Prix Singapuru w bolidzie McLaren MP4-29 (2014)

W 2013 roku Duńczyk został ogłoszony kierowcą testowym ekipy McLaren W Formule 1. Nigdy jednak nie wziął udziału w piątkowym treningu. Mimo to, po zdobyciu tytułu mistrzowskiego w Formule Renault 3.5, brytyjska ekipa postanowiła zatrudnić go w roli etatowego kierowcy wyścigowego. Tym samym stał się on pierwszym kierowcą od czasu Roberta Kubicy, który po zdobyciu mistrzowskiego tytułu w Formule Renault 3.5 został kierowcą Formuły 1 w kolejnym sezonie startów. Jest kolejnym kierowcą w historii Formuły 1, który poszedł w ślady ojca         (Jan Magnussen) i rozpoczął starty w najwyższej klasie wyścigów bolidów jednomiejscowych. Już w pierwszym wyścigu na Australijskim Albert Park sprawił niespodziankę, stając na drugim stopniu podium w swoim debiucie w Formule 1. Mimo tak dobrego początku, w kolejnych wyścigach nie zbliżył się do tego rezultatu. Regularnie zdobywane punkty przyłożyły się na dorobek 55 punktów w klasyfikacji generalnej. Dało mu to jedenaste miejsce. W 2016 roku był kierowcą zespołu Renault. W 2017 r. rozpoczął swoją przygodę z ekipą Haas. Największe sukcesy z amerykańskim zespołem odnosił w roku 2018. Na skutek zatrudnienia dwóch nowych kierowców w amerykańskiej ekipie, stracił fotel na rok 2021. Po rocznej rozłące z Formułą 1, na skutek zwolnienia Nikity Mazepina, Duńczyk wrócił do zespołu Haas. Podczas kwalifikacji do Grand Prix Brazylii 2022 w deszczowych warunkach uzyskał najlepszy czas, zdobywając tym samym swoje pierwsze pole position.

## Wyniki
| Legenda oznaczeń w tabelach wyników Wyświetl szablon na nowej stronie | Legenda oznaczeń w tabelach wyników Wyświetl szablon na nowej stronie                                                                     |
| Oznaczenie                                                            | Wyjaśnienie |
| --------------------------------------------------------------------- | --- |
| Złoty                                                                 | Zwycięzca lub mistrzostwo |
| Srebrny                                                               | 2. miejsce lub wicemistrzostwo |
| Brązowy                                                               | 3. miejsce lub II wicemistrzostwo |
| Zielony                                                               | Ukończył, punktował (w klasyfikacji generalnej, gdy zdobył co najmniej jeden punkt na przestrzeni sezonu, poza trzema powyższymi opcjami) |
| Niebieski                                                             | Ukończył, nie punktował (w klasyfikacji generalnej, gdy nie zdobył co najmniej jednego punktu na przestrzeni sezonu)                      |
| Czerwony                                                              | Nie zakwalifikował się (NZ) |
| Czerwony                                                              | Nie prekwalifikował się (NPK) |
| Różowy                                                                | Nie ukończył (NU) |
| Różowy                                                                | Niesklasyfikowany (NS) (w klasyfikacji generalnej, gdy nie został sklasyfikowany w żadnym wyścigu sezonu)                                 |
| Czarny                                                                | Zdyskwalifikowany (DK) |
| Czarny                                                                | Wykluczony (WYK/EX) |
| Biały                                                                 | Nie wystartował (NW) |
| Biały                                                                 | Kontuzjowany (K/INJ) |
| Biały                                                                 | Wyścig odwołany (OD/C) |
| Bez koloru                                                            | Został wycofany (WYC/WD) |
| Bez koloru                                                            | Nie przybył (NP/DNA) |
| Bez koloru                                                            | Nie brał udziału w treningach (NT/DNP) |
| Bez koloru                                                            | Nie został zgłoszony (–) |
| Pogrubienie                                                           | Start z pole position |
| Kursywa                                                               | Najszybsze okrążenie wyścigu |
| †                                                                     | Nie ukończył, ale jego rezultat został zaliczony ze względu na przejechanie więcej niż 90% dystansu wyścigu.                              |
| *                                                                     | Sezon w trakcie |
| 1/2/3                                                                 | Punktowana pozycja w sprincie kwalifikacyjnym                                                                                             |
| Lista systemów punktacji Formuły 1                                    | |

### Formuła Renault 3.5
| Rok  | Zespół | Wyniki w poszczególnych eliminacjach | Wyniki w poszczególnych eliminacjach | Wyniki w poszczególnych eliminacjach | Wyniki w poszczególnych eliminacjach | Wyniki w poszczególnych eliminacjach | Wyniki w poszczególnych eliminacjach | Wyniki w poszczególnych eliminacjach | Wyniki w poszczególnych eliminacjach | Wyniki w poszczególnych eliminacjach | Wyniki w poszczególnych eliminacjach | Wyniki w poszczególnych eliminacjach | Wyniki w poszczególnych eliminacjach | Wyniki w poszczególnych eliminacjach | Wyniki w poszczególnych eliminacjach | Wyniki w poszczególnych eliminacjach | Wyniki w poszczególnych eliminacjach | Wyniki w poszczególnych eliminacjach | Punkty | Pozycja |
| ---- | ------ | ------------------------------------ | ------------------------------------ | ------------------------------------ | ------------------------------------ | ------------------------------------ | ------------------------------------ | ------------------------------------ | ------------------------------------ | ------------------------------------ | ------------------------------------ | ------------------------------------ | ------------------------------------ | ------------------------------------ | ------------------------------------ | ------------------------------------ | ------------------------------------ | ------------------------------------ | ------ | ------- |
| 2012 | Carlin | ARA                                  | ARA                                  | MON                                  | SPA                                  | SPA                                  | NÜR                                  | NÜR                                  | MOS                                  | MOS                                  | SIL                                  | SIL                                  | HUN                                  | HUN                                  | LEC                                  | LEC                                  | CAT                                  | CAT                                  | 106    | 7       |
| 2012 | Carlin | 2                                    | NU                                   | NU                                   | 21                                   | 1                                    | 5                                    | 8                                    | 16                                   | 10                                   | NU                                   | NU                                   | 2                                    | 23                                   | 6                                    | 24                                   | 5                                    | 4                                    | 106    | 7       |
| 2013 | DAMS   | MNZ                                  | MNZ                                  | ARA                                  | ARA                                  | MON                                  | SPA                                  | SPA                                  | MOS                                  | MOS                                  | RBR                                  | RBR                                  | HUN                                  | HUN                                  | LEC                                  | LEC                                  | CAT                                  | CAT                                  | 274    | 1       |
| 2013 | DAMS   | 2                                    | 2                                    | 1                                    | 9                                    | 4                                    | 1                                    | 3                                    | 11                                   | 2                                    | 3                                    | 3                                    | 2                                    | 2                                    | DK                                   | 1                                    | 1                                    | 1                                    | 274    | 1       |

### 24h Le Mans
| Rok  | Uczestnik         | Klasa | Numer | Samochód | Silnik              | Współkierowcy                  | Przejechane okrążenia | Miejsce | Miejsce w klasie |
| ---- | ----------------- | ----- | ----- | -------- | ------------------- | ------------------------------ | --------------------- | ------- | ---------------- |
| 2021 | High Class Racing | LMP2  | 49    | Oreca 07 | Gibson GK428 4.2 V8 | Jan Magnussen Anders Fjordbach | 336                   | 29      | 17               |

### Formuła 1
| Rok  | Zespół                         | Samochód       | Silnik                         | Wyniki w poszczególnych eliminacjach | Wyniki w poszczególnych eliminacjach | Wyniki w poszczególnych eliminacjach | Wyniki w poszczególnych eliminacjach | Wyniki w poszczególnych eliminacjach | Wyniki w poszczególnych eliminacjach | Wyniki w poszczególnych eliminacjach | Wyniki w poszczególnych eliminacjach | Wyniki w poszczególnych eliminacjach | Wyniki w poszczególnych eliminacjach | Wyniki w poszczególnych eliminacjach | Wyniki w poszczególnych eliminacjach | Wyniki w poszczególnych eliminacjach | Wyniki w poszczególnych eliminacjach | Wyniki w poszczególnych eliminacjach | Wyniki w poszczególnych eliminacjach | Wyniki w poszczególnych eliminacjach | Wyniki w poszczególnych eliminacjach | Wyniki w poszczególnych eliminacjach | Wyniki w poszczególnych eliminacjach | Wyniki w poszczególnych eliminacjach | Wyniki w poszczególnych eliminacjach | Wyniki w poszczególnych eliminacjach | Wyniki w poszczególnych eliminacjach | Punkty | Pozycja |
| ---- | ------------------------------ | -------------- | ------------------------------ | ------------------------------------ | ------------------------------------ | ------------------------------------ | ------------------------------------ | ------------------------------------ | ------------------------------------ | ------------------------------------ | ------------------------------------ | ------------------------------------ | ------------------------------------ | ------------------------------------ | ------------------------------------ | ------------------------------------ | ------------------------------------ | ------------------------------------ | ------------------------------------ | ------------------------------------ | ------------------------------------ | ------------------------------------ | ------------------------------------ | ------------------------------------ | ------------------------------------ | ------------------------------------ | ------------------------------------ | ------ | ------- |
| 2014 | McLaren Mercedes               | McLaren MP4-29 | Mercedes-Benz PU106A 1.6T V6   | Australia                            | Malezja                              | Bahrajn                              |                                      | Hiszpania                            | Monako                               | Kanada                               | Austria                              | Wielka Brytania                      | Niemcy                               | Węgry                                | Belgia                               | Włochy                               | Singapur                             | Japonia                              | Rosja                                | Stany Zjednoczone                    | Brazylia                             |                                      |                                      |                                      |                                      |                                      |                                      | 55     | 11      |
| 2014 | McLaren Mercedes               | McLaren MP4-29 | Mercedes-Benz PU106A 1.6T V6   | 2                                    | 9                                    | NU                                   | 13                                   | 12                                   | 10                                   | 9                                    | 7                                    | 7                                    | 9                                    | 12                                   | 12                                   | 10                                   | 10                                   | 14                                   | 5                                    | 8                                    | 9                                    | 11                                   |                                      |                                      |                                      |                                      |                                      | 55     | 11      |
| 2015 | McLaren Honda                  | McLaren MP4-30 | Honda RA615H 1.6T V6           | Australia                            | Malezja                              |                                      | Bahrajn                              | Hiszpania                            | Monako                               | Kanada                               | Austria                              | Wielka Brytania                      | Węgry                                | Belgia                               | Włochy                               | Singapur                             | Japonia                              | Rosja                                | Stany Zjednoczone                    | Meksyk                               | Brazylia                             |                                      |                                      |                                      |                                      |                                      |                                      | 0      | NS      |
| 2015 | McLaren Honda                  | McLaren MP4-30 | Honda RA615H 1.6T V6           | NW                                   | –                                    | –                                    | –                                    | –                                    | –                                    | –                                    | –                                    | –                                    | –                                    | –                                    | –                                    | –                                    | –                                    | –                                    | –                                    | –                                    | –                                    | –                                    |                                      |                                      |                                      |                                      |                                      | 0      | NS      |
| 2016 | Renault Sport Formula One Team | Renault R.S.16 | Renault Energy F1-2016 1.6T V6 | Australia                            | Bahrajn                              |                                      | Rosja                                | Hiszpania                            | Monako                               | Kanada                               | Unia Europejska                      | Austria                              | Wielka Brytania                      | Węgry                                | Niemcy                               | Belgia                               | Włochy                               | Singapur                             | Malezja                              | Japonia                              | Stany Zjednoczone                    | Meksyk                               | Brazylia                             |                                      |                                      |                                      |                                      | 7      | 16      |
| 2016 | Renault Sport Formula One Team | Renault R.S.16 | Renault Energy F1-2016 1.6T V6 | 12                                   | 11                                   | 17                                   | 7                                    | 14                                   | NU                                   | 16                                   | 14                                   | 14                                   | 17                                   | 15                                   | 16                                   | NU                                   | 17                                   | 10                                   | NU                                   | 14                                   | 12                                   | 17                                   | 14                                   | NU                                   |                                      |                                      |                                      | 7      | 16      |
| 2017 | Haas F1 Team                   | Haas VF-17     | Ferrari 062 1.6T V6            | Australia                            |                                      | Bahrajn                              | Rosja                                | Hiszpania                            | Monako                               | Kanada                               | Azerbejdżan                          | Austria                              | Wielka Brytania                      | Węgry                                | Belgia                               | Włochy                               | Singapur                             | Malezja                              | Japonia                              | Stany Zjednoczone                    | Meksyk                               | Brazylia                             |                                      |                                      |                                      |                                      |                                      | 19     | 14      |
| 2017 | Haas F1 Team                   | Haas VF-17     | Ferrari 062 1.6T V6            | NU                                   | 8                                    | NU                                   | 13                                   | 14                                   | 10                                   | 12                                   | 7                                    | NU                                   | 12                                   | 13                                   | 15                                   | 11                                   | NU                                   | 12                                   | 8                                    | 16                                   | 8                                    | NU                                   | 13                                   |                                      |                                      |                                      |                                      | 19     | 14      |
| 2018 | Haas F1 Team                   | Haas VF-18     | Ferrari 062 EVO 1.6T V6        | Australia                            | Bahrajn                              |                                      | Azerbejdżan                          | Hiszpania                            | Monako                               | Kanada                               | Francja                              | Austria                              | Wielka Brytania                      | Niemcy                               | Węgry                                | Belgia                               | Włochy                               | Singapur                             | Rosja                                | Japonia                              | Stany Zjednoczone                    | Meksyk                               | Brazylia                             |                                      |                                      |                                      |                                      | 56     | 9       |
| 2018 | Haas F1 Team                   | Haas VF-18     | Ferrari 062 EVO 1.6T V6        | NU                                   | 5                                    | 10                                   | 13                                   | 6                                    | 13                                   | 13                                   | 6                                    | 5                                    | 9                                    | 11                                   | 7                                    | 8                                    | 16                                   | 18                                   | 8                                    | NU                                   | DK                                   | 15                                   | 9                                    | 10                                   |                                      |                                      |                                      | 56     | 9       |
| 2019 | Rich Energy Haas F1 Team       | Haas VF-19     | Ferrari 064 1.6T V6            | Australia                            | Bahrajn                              |                                      | Azerbejdżan                          | Hiszpania                            | Monako                               | Kanada                               | Francja                              | Austria                              | Wielka Brytania                      | Niemcy                               | Węgry                                | Belgia                               | Włochy                               | Singapur                             | Rosja                                | Japonia                              | Meksyk                               | Stany Zjednoczone                    | Brazylia                             |                                      |                                      |                                      |                                      | 20     | 16      |
| 2019 | Rich Energy Haas F1 Team       | Haas VF-19     | Ferrari 064 1.6T V6            | 6                                    | 13                                   | 13                                   | 13                                   | 7                                    | 14                                   | 17                                   | 17                                   | 19                                   | NU                                   | 8                                    | 13                                   | 12                                   | NU                                   | 17                                   | 9                                    | 15                                   | 15                                   | 18†                                  | 11                                   | 14                                   |                                      |                                      |                                      | 20     | 16      |
| 2020 | Haas F1 Team                   | Haas VF-20     | Ferrari 065 1.6T V6            | Austria                              |                                      | Węgry                                | Wielka Brytania                      | Wielka Brytania                      | Hiszpania                            | Belgia                               | Włochy                               | Toskania                             | Rosja                                | Niemcy                               | Portugalia                           | Emilia-Romania                       | Turcja                               | Bahrajn                              | Bahrajn                              |                                      |                                      |                                      |                                      |                                      |                                      |                                      |                                      | 1      | 20      |
| 2020 | Haas F1 Team                   | Haas VF-20     | Ferrari 065 1.6T V6            | NU                                   | 12                                   | 10                                   | NU                                   | NU                                   | 15                                   | 17                                   | NU                                   | NU                                   | 12                                   | 13                                   | 16                                   | NU                                   | 17†                                  | 17                                   | 15                                   | 18                                   |                                      |                                      |                                      |                                      |                                      |                                      |                                      | 1      | 20      |
| 2022 | Haas F1 Team                   | Haas VF-22     | Ferrari 066/7 1.6T V6          | Bahrajn                              | Arabia Saudyjska                     | Australia                            | Emilia-Romania                       | Stany Zjednoczone                    | Hiszpania                            | Monako                               | Azerbejdżan                          | Kanada                               | Wielka Brytania                      | Austria                              | Francja                              | Węgry                                | Belgia                               | Holandia                             | Włochy                               | Singapur                             | Japonia                              | Stany Zjednoczone                    | Meksyk                               |                                      |                                      |                                      |                                      | 25     | 13      |
| 2022 | Haas F1 Team                   | Haas VF-22     | Ferrari 066/7 1.6T V6          | 5                                    | 9                                    | 14                                   | 98                                   | 16                                   | 17                                   | NU                                   | NU                                   | 17                                   | 10                                   | 78                                   | NU                                   | 16                                   | 16                                   | 15                                   | 16                                   | 12                                   | 14                                   | 9                                    | 17                                   | NU8                                  | 17                                   |                                      |                                      | 25     | 13      |
| 2023 | MoneyGram Haas F1 Team         | Haas VF-23     | Ferrari 068 1.6T V6            | Bahrajn                              | Arabia Saudyjska                     | Australia                            | Azerbejdżan                          | Stany Zjednoczone                    | Monako                               | Hiszpania                            | Kanada                               | Austria                              | Wielka Brytania                      | Węgry                                | Belgia                               | Holandia                             | Włochy                               | Singapur                             | Japonia                              | Katar                                | Stany Zjednoczone                    | Meksyk                               |                                      | Stany Zjednoczone                    |                                      |                                      |                                      | 3      | 19      |
| 2023 | MoneyGram Haas F1 Team         | Haas VF-23     | Ferrari 068 1.6T V6            | 13                                   | 10                                   | 17†                                  | 13                                   | 10                                   | 19†                                  | 18                                   | 17                                   | 18                                   | NU                                   | 17                                   | 15                                   | 16                                   | 18                                   | 10                                   | 15                                   | 14                                   | 14                                   | NU                                   | NU                                   | 13                                   | 20                                   |                                      |                                      | 3      | 19      |
| 2024 | MoneyGram Haas F1 Team         | Haas VF-24     | Ferrari 068 1.6T V6            | Bahrajn                              | Arabia Saudyjska                     | Australia                            | Japonia                              |                                      | Stany Zjednoczone                    | Emilia-Romania                       | Monako                               | Kanada                               | Hiszpania                            | Austria                              | Wielka Brytania                      | Węgry                                | Belgia                               | Holandia                             | Włochy                               | Azerbejdżan                          | Singapur                             | Stany Zjednoczone                    | Meksyk                               |                                      | Stany Zjednoczone                    | Katar                                |                                      | 6*     | 17*     |
| 2024 | MoneyGram Haas F1 Team         | Haas VF-24     | Ferrari 068 1.6T V6            | 12                                   | 12                                   | 10                                   | 13                                   | 1610                                 | 1918                                 | 12                                   | NU                                   | 12                                   | 17                                   | 8                                    | 12                                   | 15                                   | 14                                   | 18                                   | 10                                   | NW                                   |                                      |                                      |                                      |                                      |                                      |                                      |                                      | 6*     | 17*     |

### Podsumowanie
| Sezon | Seria                                             | Zespół                   | Starty | P1 | PP | NO | Podia | Punkty | Pozycja |
| ----- | ------------------------------------------------- | ------------------------ | ------ | -- | -- | -- | ----- | ------ | ------- |
| 2008  | Duńska Formuła Ford                               | Fukamuni Racing          | 15     | 11 | 6  | 10 | 12    | 267    | 1       |
| 2008  | Beneluksowa Formuła Ford Duratec                  | Fukamuni Racing          | 2      | 0  | 0  | 0  | 0     | 19     | 19      |
| 2008  | Festiwal Formuły Ford (klasa Duratec)             | Fukamuni Racing          | 1      | 0  | 0  | 0  | 0     | n.d.   | 7       |
| 2008  | Formuła Ford NEZ                                  | Fukamuni Racing          | 1      | 1  | 1  | 1  | 1     | 27     | 4       |
| 2008  | Formuła ADAC Masters                              | Van Amersfoort Racing    | 4      | 0  | 0  | 1  | 2     | 30     | 12      |
| 2008  | Portugalski Puchar Formuły Renault (seria zimowa) | Motopark Academy         | 2      | 0  | 0  | 0  | 1     | 12     | 10      |
| 2009  | Północnoeuropejski Puchar Formuły Renault 2.0     | Motopark Academy         | 14     | 1  | 2  | 4  | 12    | 278    | 2       |
| 2009  | Europejska Formuła Renault                        | Motopark Academy         | 14     | 0  | 0  | 1  | 1     | 50     | 7       |
| 2009  | Duński Puchar Renault Clio                        |                          | 2      | 0  | 0  | 0  | 1     | 18     | 12      |
| 2010  | Niemiecka Formuła 3                               | Motopark Academy         | 18     | 3  | 0  | 0  | 8     | 96     | 3       |
| 2010  | Formuła 3 Euroseries                              | Motopark Academy         | 2      | 1  | 0  | 0  | 1     | 8      | 12      |
| 2011  | Brytyjska Formuła 3                               | Carlin                   | 29     | 7  | 6  | 9  | 9     | 237    | 2       |
| 2011  | Masters of Formula 3                              | Carlin                   | 1      | 0  | 0  | 0  | 0     | n.d.   | 14      |
| 2011  | Grand Prix Makau                                  | Carlin                   | 1      | 0  | 0  | 0  | 0     | n.d.   | 19      |
| 2012  | Formuła Renault 3.5                               | Carlin                   | 17     | 1  | 3  | 0  | 3     | 106    | 7       |
| 2013  | Formuła Renault 3.5                               | DAMS                     | 17     | 5  | 8  | 4  | 13    | 274    | 1       |
| 2014  | Formuła 1                                         | McLaren Mercedes         | 19     | 0  | 0  | 0  | 1     | 55     | 11      |
| 2015  | Formuła 1                                         | McLaren Honda            | 1      | 0  | 0  | 0  | 0     | 0      | NS      |
| 2016  | Formuła 1                                         | Renault                  | 21     | 0  | 0  | 0  | 0     | 7      | 16      |
| 2017  | Formuła 1                                         | Haas F1 Team             | 20     | 0  | 0  | 0  | 0     | 19     | 14      |
| 2018  | Formuła 1                                         | Haas F1 Team             | 21     | 0  | 0  | 1  | 0     | 56     | 9       |
| 2019  | Formuła 1                                         | Rich Energy Haas F1 Team | 21     | 0  | 0  | 1  | 0     | 20     | 16      |
| 2020  | Formuła 1                                         | Haas F1 Team             | 17     | 0  | 0  | 0  | 0     | 1      | 20      |
| 2021  | IMSA WeatherTech SportsCar Championship – DPi     | Chip Ganassi Racing      | 10     | 1  | 1  | 4  | 5     | 2879   | 7       |
| 2021  | IndyCar Series                                    | Arrow McLaren SP         | 1      | 0  | 0  | 0  | 0     | 7      | 42      |
| 2022  | IMSA WeatherTech SportsCar Championship – DPi     | Chip Ganassi Racing      | 1      | 0  | 0  | 0  | 0     | 275    | 23      |
| 2022  | Formuła 1                                         | Haas F1 Team             | 22     | 0  | 1  | 0  | 0     | 25     | 13      |
| 2023  | Formuła 1                                         | MoneyGram Haas F1 Team   | 22     | 0  | 0  | 0  | 0     | 3      | 19      |
| 2024  | Formuła 1                                         | MoneyGram Haas F1 Team   | 16*    | 0  | 0  | 0  | 0     | 6      | 17*     |